# Цаатани
Цаата́ни, духа́ни (самоназва — дyъha улǝс (духанський народ), dukha, duhalar, духа, у множині духалар), монг. цаатан, tsaatan, інші назви: урянхай, урянкат, уйгар, цаатан-уйгар, танну-урянхай, тайга-урянхай, тайгин-іргед, ойн-іргед, сойот, сойот-урянхай, урянхайські уйгури) — невеличкий тюркомовний народ, що живе серед гірської тайги та тундри у віддаленому куточку північної Монголії, біля кордону з Російською Федерацією.
Звичаї і традиції цаатанів відрізняються від інших народів Монголії. Це єдиний народ у цій країні, що займається оленярством, а ще цаатани є найпівденнішими оленярами в світі. Північні олені є ключовим фактором у визначенні культурної, духовної, мовної та економічної ідентичності цаатанів.
Споріднені з духанами народи живуть той бік російсько-монгольського кордону. Це тувинці-тоджинці на сході Туви, сойоти Окинського району Бурятії і тофалари, які живуть на південному-заході Іркутської області. Всі вони мають подібну мову та спосіб життя. Особливо близькими є генетичні зв'язки духанів з тоджинцями, з якими в недалекому минулому вони становили одне ціле. Лише після закриття кордону між СРСР та Монголією в 1947 році цаатани опинилися відрізаними від своїх родичів.

## Назви народу
Назва «цаатани» монгольського походження. Монгольське слово цаа означає «північний олень», відповідно цаатани — це ті, хто володіє оленями, тобто оленярі. Самі ж вони називають себе духа, у множині духалар, а назву «цаатан», пов'язану з їх професійною діяльністю, вважають образливою. І справді, сусіднє монгольське населення використовує її з принизливим відтінком. У той же час, термін «цаатани» є найбільш вживаним для позначення народу. Він набув поширення після публікації у 1935 році статті в центральній монгольській газеті «Унен» і подальшого його використання в монгольських засобах масової інформації. У минулому духанів називали урянхайцями, сойот-урянхайцями, уйгур-урянхайцями, а ще тайгин-іргед (монг. тайгын иргэд) — «громадяни тайги», ойн-іргед (монг. ойн иргэд) — «громадяни лісу».

## Розселення
Традиційним районом розселення цаатанів є гірська тайга на північному заході монгольської провінції Хубсугул (аймак Хувсгел, монг. Хөвсгөл аймаг), це на захід від озера Хубсуґул і Дархатської улоговини. В адміністративному плані більша частина цього району входить до складу сомону Цаган-Нур (монг. Цагааннуур, в перекладі «Біле озеро»), крім того, він заходить на північ сомону Улан-Ул (монг. Улаан уул) і на захід сомону Ренчинлхумбе (монг. Рэнчинлхүмбэ). Сомон Цаган-Нур межує з російськими республіками Тива та Бурятія. Цаатани називають свій сомон, як і озеро, що дало йому назву, Ак-Кьоль, тюркською мовою це так само означає «Біле озеро». Близько 1000 км відділяє його від столиці Монголії Улан-Батора і 300 км від Мурена, адміністративного центра Хубсугульського аймаку.
Північний захід аймаку Хувсгел — це південні схили Східного Саяну, найвіддаленіший й водночас наймальовничіший гірський район країни, який ще називають монгольською Швейцарією. Його площа становить приблизно 20 тис. км2. Середня висота становить 1200 метрів над рівнем моря, а найвищими вершинами є Хултраг уул (2862,4 м) і Холбонтой уул (2339,6 м). З півночі регіон оточений гірським пасмом Саян висотою 2100—2900 метрів над рівнем моря. Це високі гори із засніженими вершинами.
Головна річка регіону Шигшед-Гол (монг. Шишгэд гол) тече зі сходу на захід і поділяє землі цаатанів на дві частини: Західну Тайгу (монг. Баруун тайга) та Східну Тайгу (монг. Зуун тайга). Шигшед-Гол — це верхів'я Каа-Хему (Малого Єнісею), одного із джерел великої сибірської річки Єнісей. Назви Західна і Східна Тайга не зовсім відповідають їх фактичному географічному розташуванню. Насправді перша знаходиться на півдні, а друга — на півночі. Обидва райони однаково близькі до селища Гурвансайхан, адміністративного центру сомону Цаган-Нур, та священної гори Ренчинлхумбе.
Близько 90 % території сомону Цаган-Нур займають бореальні ліси (тайга), що є південним краєм лісів Сибіру, найбільшої безперервної лісової системи на Землі. Характерною для регіону є висотна зміна рослинності. Тайга розташована на висотах 1800—2200 метрів над рівнем моря, вище йде тундра (гірські трав'яні полонини), нижче розташована зона лісостепу. Великі території тундри і тайги займають лишайники, що становлять головну кормову базу північного оленя. Серед них особливе значення має ягель, або «оленячий мох» (лат. Cladonia stellars). У зоні лісостепу лишайники не ростуть, тому не живуть там і цаатани. З іншого боку, райони тайги є непридатними для випасу степової худоби. Таким чином, кордони тайги водночас є й природною межею між цаатанами та монгольськими народами.
Землі, які використовуються пастухами для випасу оленів, лежать на широті 51-52 градуси, так само, як і, наприклад, Бельгія або наше Полісся. Проте область розселення цаатанів відзначається екстремальними погодними умовами, клімат тут суворий, високогірний, його можна кваліфікувати як арктичний. За даними Академії наук МНР (1990), середня температура в липні (найтепліший місяць) сягає лише 15 °С, а січні падає до -20 °С, річна кількість опадів становить 300—400 мм. Період вегетації короткий, дощі йдуть з травня по серпень, а в кінці серпня вже починаються снігопади. У липні-серпні часто бувають зливи, що викликають буйний розвиток рослинності. Літо, як правило буває м'яким. Вдень гаряче, але ночі холодні, температура протягом доби коливається в межах від 0 до 30 °С. Багнюка залишається протягом усього літа. В кінці червня — на початку серпня нестерпними стають комарі. Вже в серпні трапляються нічні заморозки, а невеличкі ручаї сковує крига. Проте до середини вересня зазвичай протягом дня буває ще помірна температура. Сніг, що випадає в жовтні, до весни вже більше не тане, протягом зими він може досягати глибини 40-100 см. Він пористий, і олені легко дістають з-під нього собі корм. Взимку дуже холодно і багато снігу, температура може падати до -55 °C. Навесні погода, як правило, є нестійкою. Весна може бути сніжною, дощовою, сухою або м'якою. Температура змінюється в діапазоні від -40 до +15 °С. Сніг випадає ще й у травні. Дороги навесні можуть бути засипані снігом і вкриті льодом.
У тайзі тепер лишилося небагато сімей, у 2005 році там було тільки 30 цаатанських домогосподарств, це менше 200 осіб. Частина покинула тайгу, оленярство і кочовий спосіб життя, тепер вони живуть переважно в адміністративному центрі сомону Цаган-Нур. Є також представники народу, що живуть у річкових долинах Гоґрок на півночі і Гармай на півдні, неподалік від тайги, тримають на монгольський лад велику рогату худобу, коней, верблюдів, кіз і овець. Тут вони розселені серед дархатів і асимілюються з ними; часто вкладають мішані шлюби. Молоді чоловіки, які були залучені на обов'язкову військову службу й отримували там професійну освіту, зазвичай після армії направлялися на роботу в різні райони Монголії. Там більшість із них і залишилася жити, працюючи на місцевих підприємствах. Вони втратили зв'язок із рідним краєм і змішалися з монголами.
Найближчими сусідами духанів є монголомовні дархати, найбільша етнічна меншина Хубсугульського аймаку. Розселені вони в Дархатській долині і становлять більшість населення північно-східних сомонів Баянзурх, Улан-Ул, Ренчинлхумбе та Цаган-Нур. По той бік монголо-російського кордону живуть споріднені з духанами тувинці, тоджинці та сойоти.

## Чисельність
Цаатани — це один з найменших народів Монголії, вони становлять 0,01 % населення країни. Навіть у сомоні Цаган-Нур їх доля складає лише 20 %. Офіційна чисельність народу постійно зменшується. За переписом 2000 року нараховувалось 303 цаатани, 2010 року — 282.
Проте офіційна статистика фіксує під назвою «цаатани» переважно лише жителів тайги. Слід зважати на професійний характер цього терміну. Представники народу, які залишили тайгу і покинули оленярство, вже не вважають себе оленярами-цаатанами. В переписах вони пишуться дархатами або урянхайцями. За даними демографа Монгольського Національного центру антропологічних досліджень О. Сухбаатара, 1998 року загальна чисельність осілих і кочових духанів разом становила трохи менше 500 осіб. Ці дані збігаються з оцінками Л. Бат-Очир Болда з Монгольської Академії наук (1999). У звіті про права і свободи в Монголії 2009 року зазначається, що в 2002 році в сомоні Цаган-Нур жило 426 духанів, з них 134 особи у Західній Тайзі, 98 осіб у Східній Тайзі, решта поза межами тайги. Елізабета Раґаґнін, яка проводила польові дослідження в північній Монголії, також оцінює загальну чисельність народу приблизно в 500 осіб (2011).
У минулому духанів традиційно зараховували до складу урянхайців (уйгурів). Під цим терміном розуміли все немусульманське тюркомовне, переважно тувинське, населення Монголії. Тому в старих джерелах важко відрізнити духанів (монг. Соёд урианхай) від тувинців (монг. Тагна урианхай).

## Мова
Рідною мовою народу є цаатанська, яка, разом із тоджинським і терехольським діалектами тувинської, тофською та сойотською мовами, належить до тайгового ареалу саянської групи тюркських мов. Через специфічний спосіб життя носіїв цих мов, тісно пов'язаний з оленярством, говірки тайгового ареалу мають характерні лексичні й граматичні особливості.
Часто цаатанську мову вважають за діалект тувинської, проте вона має багато запозичень з монгольської і тому не є взаємно зрозумілою з іншими тувинськими діалектами. Л. Бат-Очир Болд з Монгольської Академії наук вважає, що цаатани зберігають лінгвістичні зв'язки з давньою староуйгурською мовою.
У минулому цаатани, проживаючи в умовах ізоляції, спілкувалися лише рідною мовою. Але в часи соціалістичної Монголії вони почали інтегруватися в монгольське суспільство і тепер, крім цаатанської, вільно володіють ще й дархатською і халха-монгольською мовами. Перша з них є основною мовою спілкування в сомоні Цаган-Нур, друга — офіційною мовою країни, мовою навчання й засобів масової інформації. Фактично дархатська мова є одним із халха-монгольських діалектів.
У повсякденному спілкуванні цаатани, говорячи на будь-яку тему, можуть легко переходити з однієї мови на іншу. За спостереженнями Елізабети Раґаґнін, німецького лінгвіста з університету в Майнці, яка протягом 1999—2008 років неодноразово проводила польові дослідження серед цаатанів, люди у віці більше 30 років дуже добре знають як цаатанську, так і монгольську мови. Співвідношення у володінні тією чи іншою мовою, залежно від конкретної сім'ї, у віці 20-30 років може бути різним. Молодь у віці 15-20 років, хоча й добре знає рідну мову, використовує її лише пасивно, між собою молоді духани спілкуються, як правило, монгольською. Коли молодь переходить на цаатанську мову, відчувається сильний вплив монгольських мовних будов.
Цаатанська мова не витримує конкуренції з монгольською, і зараз реальність є такою, що вона продовжує використовуватись лише у вузькому сімейному колі. У себе вдома духани зі своїми дітьми говорять рідною мовою, але в мішаних сім'ях, де батько або мати є монголами, діти рідко вчаться цаатанській мові. Така ситуація з мовою духанів стала причиною того, що 1999 року її було занесено до «Червоної книги ЮНЕСКО мов, що зникають» (англ. UNESCO Red Book of Endangered Languages) зі статусом зникаючої (вимираючої, англ. seriously endangered). Тепер цей проєкт називається «Атлас ЮНЕСКО мов світу, що перебувають у небезпеці» (англ. UNESCO Atlas of the World’s Languages in Danger), а цаатанська мова (англ. Dukha) має в ньому статус мови, якій загрожує серйозна небезпека (англ. severely endangered).
Власної писемності цаатанська мова не має. Існують лише записи окремих цаатанських текстів монгольською писемністю, зроблені монгольськими спеціалістами. Літературною для духанів є халха-монгольська мова. Вона використовує кирилицю або традиційне вертикальне монгольське письмо.
З початком демократизації суспільства в Монголії стали дослухатися й до думки представників національних меншин. Дані соціологічного опитування свідчать, що 84 % тувинців країни, серед них і цаатани, бажають вивчати тувинську мову. Опитані оленярі стверджували, що навчання їхніх дітей тувинській мові матиме важливе значення для збереження традиційних знань про оленярську культуру і підготовки наступного покоління пастухів. У 2005 році уряд Монголії затвердив програму розвитку тувинської мови. Вона була, зокрема, спрямована й на підтримку зусиль цаатанів до збереження своєї культурної спадщини. Адміністрація сомону Цаган-Нур також обіцяла забезпечити в місцевій школі тувинську мовну підготовку школярів. Проте станом на 2009 рік ця програма не була реалізована, підручники не були перекладені тувинською мовою, а мова викладалася лише факультативно. Не змінилася ситуація й у 2011 році. Тувинська літературна мова викладається в 9-й середній школі сомону Цаган-Нур факультативно, як іноземна мова, поряд із російською та англійською. Заняття тривають від 2 до 4 годин на тиждень. Вчителями є випускники Кизильського педагогічного інституту (Тива, Росія).

## Релігія

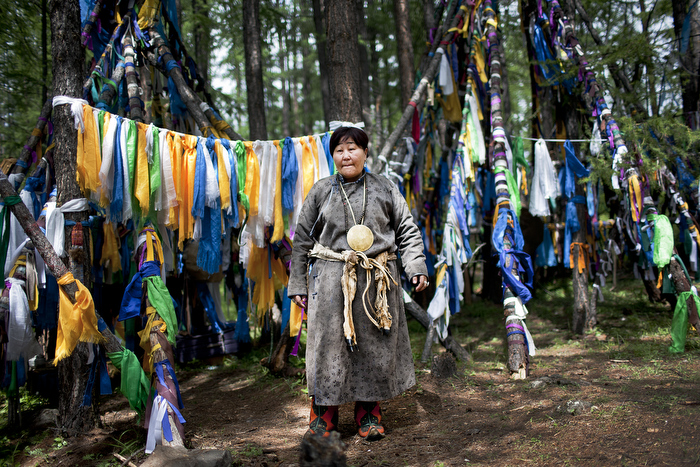
Цаатанський шаман готується до церемонії. Північна Монголія, аймак Хувсгел.

Традиційною релігією цаатанів є шаманізм. Вони дотримуються анімістичних вірувань, поклоняються силам природи. Шамани відіграють важливу роль посередників між матеріальним і духовним світами, вони встановлюють зв'язок між духами тайги, предками та оленячим народом. Розглядаючи особливості цаатанських вірувань і ритуалів, можна зробити висновок, що ці люди дотримуються однієї з найстаріших форм шаманізму. Ця форма відрізняється своєю архаїчністю, у порівнянні з шаманізмом сусідніх дархатів, але є такою самою, як у тоджинців Туви. Антропологічні та археологічні дослідження свідчать про те, що стародавня практика шаманізму серед родових груп цаатанів виникла дуже давно, що їх духовні традиції є, можливо, одними з найстаріших і найбільш стійких у цілому світі.
Цаатанський шаманізм заснований на шануванні духів предків і сил природи. У місцевих духовних традиціях предки і природні об'єкти вважаються священними, вони служать джерелом сили та розуміння для шаманів. Цаатани мають священні місця, деякі з них заборонені для відвідування. Як правило, це місця «компактного проживання» небезпечних духів. Інші місця є не такими небезпечними, але, щоб зняти заборону і безпечно потрапити до них, слід виконати певні дії. Мінеральні джерела, зазублені піки, пишні долини не лише цінуються членами громади за їх красу й цінні ресурси, але й шануються як характерні елементи сакральної географії. Таке сприйняття перетворює фізичне середовище тайги в духовний ландшафт, формує особливий світогляд місцевої спільноти. 1-2 рази на рік цаатани приносять жертви в священних місцях, адже духи — єдині, хто допомагає їм.
Цаатани шанують своїх шаманів за їх надзвичайні здібності, а ще за те, що їх обрали духи. Прояви «шаманської хвороби» трапляються вже в дитинстві. Шаманом може бути чоловік або жінка, молодий чи старий. Своїх шаманів цаатани розрізняють за силою, крім того, кожен шаман має різні здібності й спеціалізацію. Люди приходить до шаманів за зціленням, з проханням до духів дати дітей, приплід стада оленів, забезпечити успішне полювання тощо.
Кожен шаман (боо) або шаманка (удган, удаган) має свій набір ритуальних предметів. Центральне місце серед них займає великий шаманський бубон — дюнгер, з одного боку обтягнутий пружною шкірою. Обов'язковим елементом одягу шамана є традиційний халат, обвішаний великою кількістю різнокольорових стрічок та металевих бляшок, крім того, він ще обшитий жмутками пір'я хижих птахів. Головний убір (борто) прикрашений орлиним пір'ям і торочкою, яка затуляє обличчя шамана. На ноги вдягають валяні чоботи, обв'язані яскравими стрічками. Щоб відганяти злих духів, які загрожують людям і оленям голодом і хворобами, цаатанські шамани використовують дерев'яну тріскачку. Кожен шаман ревно охороняє своє ритуальне майно. Святині у вигляді тотемічних предметів, обвішаних різнокольоровими стрічками, вони зберігають у північній частині намету, недосяжній для прямих сонячних променів. Це двері між сонячним світом живих і чорним світом предків.
Вступаючи в контакт із духами, шаман здійснює спеціальний ритуал. Спочатку він виконує шаманський танець, м'яко і монотонно, у ритм серця, вдаряючи стукачкою по бубну. До цих звуків додається дзвінке металеве брязцання бляшок і дзвіночків, які висять на його одязі. Дійшовши потрібної кондиції, шаман впадає у транс і відправляється «подорожувати» світом духів.
Цаатани вважають, що духи предків їхніх шаманів живуть у навколишній тайзі, разом із дикими тваринами. Вони постійно спостерігають і керують життям живих людей.
Шаманські вірування значною мірою визначають духовні традиції цаатанів, а, з іншого боку, вони тісно пов'язані з повсякденним життям оленярів. За традицією, цаатани у своїх стадах оленів відбирають білих биків, які, на їх переконання, наділені магічною силою. Над такими биками проводять спеціальний обряд посвячення, після чого цей олень вважається «зашаманеним». На нові пасовища стадо і людей повинен вести саме такий «зашаманений» бик.
Шаманізм не має спеціальних інституцій, священних книг або текстів, але цаатанські шамани володіють багатьма магічними знаннями і використовують їх під час проведення різних обрядів. Існують спеціальні заклинання, спрямовані на досягнення певного результату. Ці знання усно передаються з покоління в покоління. Цікаво, що заклинання у повсякденному житті використовують не лише шамани, а й звичайні люди. Цікаві свідчення в цьому плані наводить доктор Зандан Енебіш (англ. Zandan Enebish), лінгвіст Інституту мови і літератури Монгольської Академії Наук. Досвідчені цаатанські мисливці користуються спеціальними заклинаннями, полюючи ведмедя. Існують заклинання для викликання або запобігання дощу. Доктор Енебіш сама була свідком такого дійства. Перебуваючи на стійбищі цаатанів, під час сильної зливи вона висловила занепокоєння, чи витримає її крихкий намет силу дощу. На допомогу прийшов один з оленярів, він проговорив заклинання, і дощ, як не дивно, припинився.
Монгольські комуністи переслідували шаманів, намагаючись знищити вірування предків. У 1950-ті роки хвиля антирелігійного терору охопила майже всі аймаки країни. За недозволені культові дії цаатанських шаманів кидали до в'язниці. Поверталися звідти вони вже зломленими людьми. В період комуністичних репресій спадкові святині народу були знищені, частина магічних знань була втрачена. Через страх бути покараними, шамани нерідко переховували своє ритуальне вбрання у лісі. Але, незважаючи ні на що, й дотепер серед цаатанів є практикуючі шамани.
Часом цаатанських шаманів запрошують до столиці країни, Улан-Батора. Оскільки цаатани — це не єдиний монгольський народ, який досі дотримується шаманізму, інші віруючі також отримують натхнення, спостерігаючи традиційний танець духанського шамана.

## Етнографічні групи
Відповідно до районів свого проживання, тайгові цаатани поділяються на дві приблизно однакові за чисельністю групи: цаатани Західної Тайги та цаатани Східної Тайги. Вони розрізняються не лише територіально, а й за походженням, історією, мовою, способами господарювання.
Цаатани Західної Тайги є недавніми жителями краю. У 1940-х роках вони втекли з території Туви, яка увійшла до складу Радянського Союзу, щоб уникнути безжалісного процесу колективізації та призову чоловіків до лав радянської армії під час Другої світової війни. Походять з території сучасного Тере-Хольського району, розташованого на південному сході Туви. Поселилися в сомоні Улан-Ул, а після утворення в 1985 році сомону Цаган-Нур більшість перебралася на територію нової адміністративної одиниці.
У Західній Тайзі живе більше 25 сімей цаатанів, які більше зберегли традиційний спосіб життя. Вони живуть невеликими групами по 2-3 сім'ї, на одну сім'ю припадає від 20 до 180 оленів. Перекочовують на нові пасовища майже кожні п'ять тижнів, на рік виходить близько 10 міграцій. Улітку випасають оленів на високогір'ї, взимку спукаються донизу, а весною та восени влаштовують стійбища на проміжних висотах.
Цаатани Східної Тайги живуть на території Монголії вже давно, принаймні останні 200—250 років. Уважається, що їхньою батьківщиною були райони верхньої течії річки Бій-Хем (Великий Єнісей) і басейну річки Білін (права притока Каа-Хему, Малого Єнісею) у східній тувинській області Тоджа. Ця група духанів довше контактувала з монгольським населенням і більше адаптувалася тут до зовнішніх впливів. У результаті, поряд із тувинським «стрижнем», в їхній культурі з'явилися специфічні особливості, які обумовлюють ідентичність цієї унікальної групи.
У 2008 році у Східній Тайзі жило 18 сімей цаатанів, які кочували двома групами (13 сімей і 5 сімей). Пасовища тут є більш продуктивними, що дозволяє оленярам експлуатувати їх інтенсивніше. Люди і олені живуть у цьому районі тісніше, а міграції відбуваються рідше, лише 4-6 разів на рік. На кожну сім'ю у Східній Тайзі припадає менше оленів, але загалом стада тут є більшими. Через нестачу рухливості та свіжих кормів місцеві олені хворіють частіше, ніж у Західній Тайзі.

## Історія

### Ранній період
Історія цаатанів до середини XX ст. є практично невідомою. Її, певним чином, можна відновити за загальною історією регіону та історією сусідніх народів. На ранньому етапі йшлося про єдину оленярську спільноту, що мешкала в гірській тайзі Саян. На думку російського етнографа Севьяна Вайнштейна, це була одна з найстарших оленярських культур у світі. Існує гіпотеза, що саме південні схили Саян, розташовані в безпосередньому сусідстві зі степом, стали місцем одомашнення північного оленя. Сталося це десь 3000-5000 років тому. Вік близько 3000 років мають давні кам'яні різьблені фігурки оленів, знайдені в регіоні. Місцеві лісові мисливці мали змогу адаптувати до гірських умов господарські методи, які використовували перші степові скотарі. Вже згодом, за цією теорією, оленярство поширилось на північ, на величезні тайгові простори від Скандинавії до Канади, де воно набуло звичного сьогодні «арктичного стилю». Перші письмові записи про саянських оленярів залишив один китайський мандрівний монах у 499 р. після Р. Х.
Найбільш поширеною є думка, що давні жителі гірської тайги Саянського регіону належали до самодійської і кетської мовних спільнот. Поступово місцеві клани мисливців і оленярів перейняли мову сусідніх тюркських народів. Процес цей був тривалим, ще на початку XIX ст. в Саянах продовжували жити носії самодійських та єнісейських мов.

### Тюркський період
Поява тюркського населення в регіоні датується приблизно VII ст. Тоді на теренах Центральної Азії гегемонія належала Тюркському каганату (552—744). В цей час у Саянах розселяються племена туба, споріднені з давніми уйгурами. В китайських джерелах часів династій Суй (581—618) і Тан (618—907) вони звуться дубо, тубо або тупо (du-bo ~ tu-po). Згодом на зміну Тюркському каганатові прийшли інші тюркські держави: Уйгурський каганат (744—847), за ним Киргизький каганат (840—924). Останній, в якому влада належала так званим єнісейським киргизам (предки сучасних хакасів), підтримував своє домінування в Саянському регіоні до кінця XII ст. По всій степовій зону Хубсугульського аймаку від них і досі залишаються великі кам'яні поховання. Проте тюркизація саянських кетів та самодійців відбулася ще до появи киргизів. Від назви племені дубо спеціалісти виводять сучасні власні назви тувинців (тива), тофаларів (тофа), цаатанів (духа). Тюркизували ж місцеве населення, як гадають, уйгури. Цаатани й досі згадують своє уйгурське походження, а свою мову називають уйгурською.

### Монгольський період
1207 року Джучи, старший син Чингісхана, встановив монгольську владу над племенами сучасної Туви і Північного Хубсугулу. Таким чином, предки цаатанів були в числі перших народів, що увійшли до складу імперії Чингісхана. На декілька століть край потрапив під владу монгольських держав. Таємна історія монголів (монг. Монголын нууц товчоо) згадує народи туба (tuba) і тука (tuqa). За Чингісхана вони належали до числа північних лісових угруповань, які були підвладні Джучи.
Історичні записи іранського державного діяча, історика та лікаря XIII ст. Рашид ад-Діна містять згадку про людей, що жили в горах і розводили «гірських корів», використовуючи їх для отримання м'яса, молока і як транспортний засіб. Є всі підстави вважати, що йдеться тут саме про саянських оленярів, предків цаатанів. Приєднання до Монголії, ймовірно, було для них безкровним, а залежність від хана виявлялася лише у сплаті данини у вигляді хутра. Монгольський вплив наклав помітний відбиток на мову, культуру й фізичні особливості жителів Алтайсько-Саянського регіону.
За монгольського панування тувинців разом із їх тайговими групами стали називати урянхайцями (монг. урианхай), а їхні землі — Урянхаєм (монг. Урианхай).
Після падіння монгольської династії Юань в Китаї у 1368 році Монгольська імперія розпалась, а протиборство племінних фракцій поклало край централізованій державі. Наприкінці XIV ст. Урянхай опинився під владою ойратів, а наприкінці XVI ст. був захоплений державою Алтан-ханів. Наприкінці XVII ст. поблизу озера Хубсугул джерела згадують народ дархатів, підданих релігійних правителів Монголії.
У середині XVII ст. Урянхай повернувся під владу ойратів, яким вдалося створити потужне Джунгарське ханство (1634—1758), але на той час Саянський регіон вже почав відчувати тиск колоніалізму з боку росіян із півночі та китайців із півдня. Росіяни, поряд з Алтан-ханами та ойратами, стали третіми, хто вимагав данину з місцевих жителів.
1691 року Халха увійшла до складу Цинської імперії, створеної маньчжурами на території Китаю. Запекле маньчжурсько-джунгарське протиборство за Монголію скінчилося крахом Джунгарського ханства, і в 1757 році Урянхай перейшов під владу маньчжурського Китаю. Саянським хребтом пройшла межа між китайськими та російськими володіннями.

### Під владою маньчжурського Китаю

Хубсугульська область у складі Зовнішньої Монголії за часів імперії Цин

Отримавши владу над Тувою, яку вони стали називати Танну-Урянхай, маньчжури зробили її частиною Зовнішньої Монголії й поширили на цей край систему управління, яку вони вже використовували в халхаських областях. Нові військово-адміністративні одиниці мали три рівні: хошун («прапор»), сомон («стріла») і арбан («десяток»). Вони не мали чітких кордонів, адже були прив'язані не до території або пасовищ, а до певної групи людей у відповідності до родо-племінного поділу. Така схема була характерною для кочових народів. Влада належала традиційній тувинській або монгольській знаті. Ставка військового губернатора краю, який звався монгольською нойон (монг. ноён), або китайською цзянь-цзюнь, знаходилась в Улясутаї.
Встановлення міцної влади сприяло переходу місцевого населення до мирного життя. Напружена ситуація між тувинськими оленярами та дархатами до середини 1800-х років нормалізувалася, економічні стосунки розширились, стали вкладатися шлюби між представниками обох народів. На той час обидві групи були посередниками у торговельних зв'язках між іншими монголами та тувинцями. Взимку предки духанів полювали, а навесні влаштовували торгові табори на межі тайги зі степом. Серед головних товарів, які вони пропонували дархатам і бурятам, були шкурки соболя та оленячі роги. Частину своїх товарів оленярі вимінювали на коней, яких переправляли через перевали і продавали по той бік Саянського хребта східним тувинцям. Місцеві інформатори відзначають, що це були часи процвітання цаатанів, люди звикли до китайських товарів, таких як тютюн, чай, рис, масло тощо. На думку монгольського дослідника цаатанської культури С. Бадамхатана, багаті сім'ї мали тоді, зазвичай, від 200 до 300 оленів, люди із середніми статками могли тримати по 20-30 голів, а в найбідніших сім'ях було від 2 до 6 оленів.

### Незалежні Тува і Монголія
Коли в 1911 році впала маньчжурська влада в Китаї, Монголія і Тува пережили десятиліття політичних потрясінь. Зовнішня Монголія проголосила свою незалежність, але за російсько-китайсько-монгольською угодою 1915 року повернулася до складу Китаю, тепер з автономним статусом. 1912 року загони російських козаків увійшли до Туви, щоб завадити спробам приєднання краю до Монголії, а 1914 року був проголошений російський протекторат над Тувою, яка отримала назву Урянхайський край (Таңды Урянхай).
Але більшовицька революція в Росії 1917 року завадила встановленню миру в регіоні. Протягом 1918—1921 років територія Зовнішньої Монголії почергово окуповувалась китайцями, росянами-білогвардійцями та росіянами-червоноармійцями. 1921 року, коли край остаточно перейшов під контроль комуністів, було проголошено незалежність Монголії та Туви, країн-сателітів Радянського Союзу. При цьому район Хубсугулу, який раніше був частиною Урянхайського краю, увійшов до складу Монголії. 1926 року Народна Республіка Танну-Тува і Монгольська Народна Республіка визнали один одного незалежними державами.

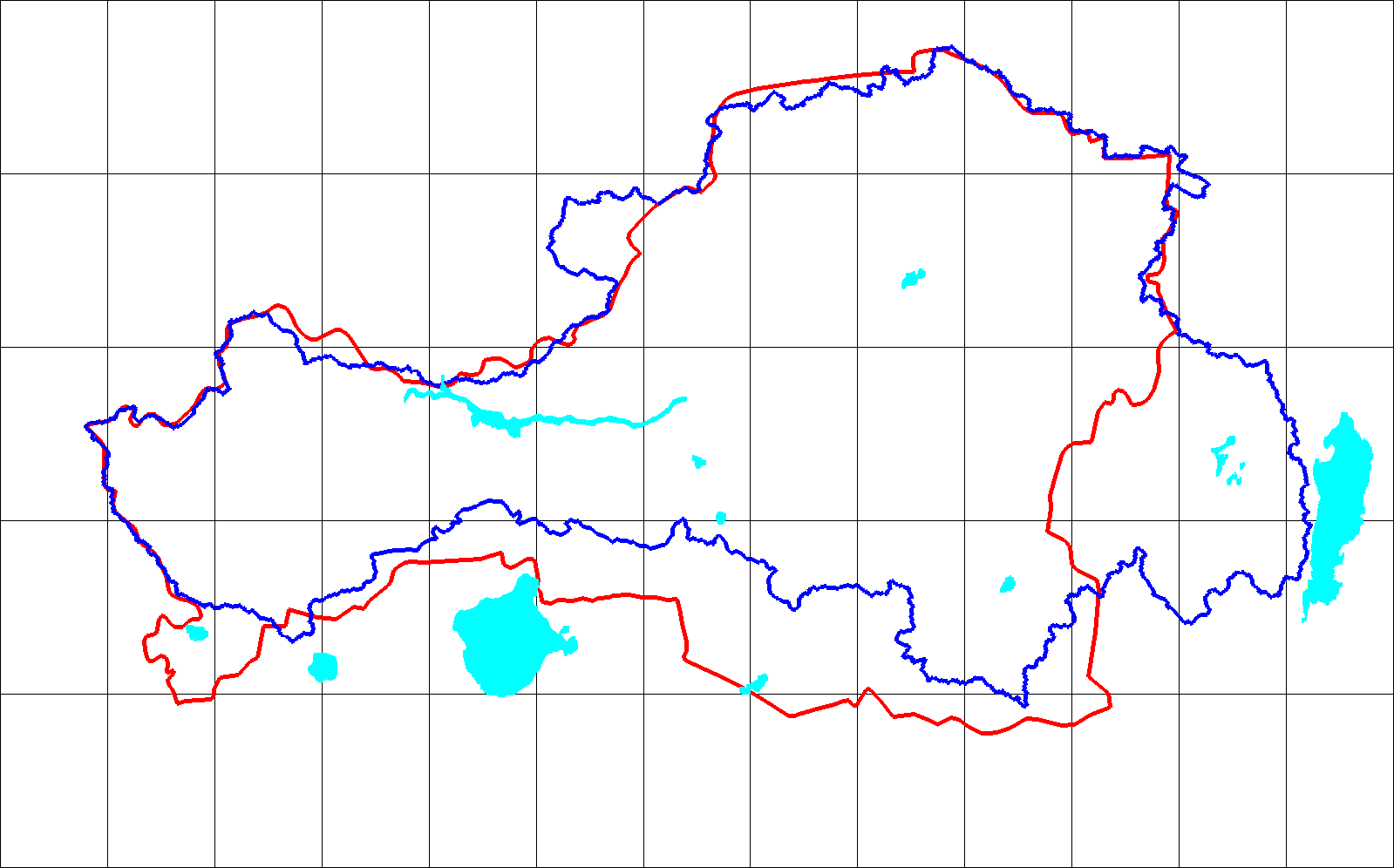
Територіальні зміни в Хубсугульському регіоні: синім кольором позначені межі Урянхайського краю (1914), червоним — Тувинської автономної області в складі Росії (1953).

Новий державний кордон поділив традиційні землі оленярів на дві частини. У Монголії постало питання, що робити з цаатанами, етнічними тувинцями, які опинилися в її складі. Досі ці люди вільно кочували тайговими землями, державні кордони їх в цьому ніяк не обмежували. Монгольські комуністи підійшли до питання дуже просто і прийняли рішення виселити цаатанів на їх історичну батьківщину. Хоча така депортація не зафіксована в письмових джерелах, усна традиція цаатанів зберігає пам'ять, що їх у період між 1927 і 1956 роками разів зо п'ять намагалися випровадити до Туви, але через певний час люди поверталися назад на свої традиційні шляхи міграцій та мисливські угіддя.
1931 року в межах сомонів Ренчинлхумбе і Улан-Ул, за повідомленням монгольських дослідників, жило 848 цаатанів. Після активних зусиль уряду з депортації в 1934 і 1939 роках оленярів у Монголії не лишилося взагалі, але в середині 1940-х років вони знову стали повертатися. Причиною тому були політичні зміни, які зачепили сусідню Туву. 1944 року ця країна була включена до складу Радянського Союзу як автономна область Російської РФСР. На той час продовжувалась Друга світова війна. Радянська влада відразу розпочала відбирати у тувинського населення худобу на потреби війни, а ще з них збирали «подарунки» у вигляді грошових коштів, шкір, шерсті, лиж тощо.
По закінченні війни 1945 року була проголошена кампанія колективізації, перша спроба якої в 1929—1933 роках в умовах ще незалежної тоді Туви виявилася невдалою. 1947 року Радянський Союз закрив кордон з Монголією, а 1948 року колективізація набула жорсткого характеру. Методи були ті ж самі, що й у самій Росії в 1920-ті роки. Той, хто захищав своє майно, ставав «поміщиком» і «куркулем», їх арештовували й відправляли в концентраційні табори. Такі агресивні дії з боку комуністів проти тувинського населення, мабуть, зіграли визначальну роль у рішенні духанів повернутися на свою батьківщину в Монголію. Гостро відчувалася нестача продовольства, люди боялися втратити худобу через колективізацію. Дітей забирали до школи, де вони жили в інтернатах у відриві від батьків, перебували під постійною загрозою поширення інфекційних захворювань. Крім того, цаатани не бажали віддавати свою молодь на службу до радянської армії.
Першим до Монголії вирушив рід Уруд, ця група поселилася в районі річки Тенгіс на території Східної Тайги, там ці люди народилися і кочували раніше. Протягом двох років вони були єдиним оленярським домогосподарством на території монгольської тайги. Згодом до них приєдналися інші сім'ї духанів, що прийшли до Східної Тайги з тувинської області Тоджа. Окремі сім'ї оленярів з іншої тувинської області Тере-Хол повтікали до монгольської Західної Тайги. Повернувшись до Монголії, духани виявили, що їхні традиційні міграційні та мисливські угіддя були адміністративно розділені: тоджинські духани опинилися в складі сомону Ренчинлхумбе, а духани з області Тере-Хол — у складі сомонів Улан-Ул або Баянзурх.
Так розпочалась окрема історія монгольських цаатанів, державний кордон остаточно розколов сім'ї і зруйнував стосунки між родичами по різні боки російсько-монгольського кордону. Спочатку вони вели замкнений спосіб життя в умовах тайги. У 1952 році мала місце остання невдала спроба монгольського уряду виселити оленярів за межі країни. Врешті-решт в Улан-Баторі зрозуміли, що цаатани вважають Північну Монголію своєю домівкою. У відповідь на звернення 53 сімей оленярів, у 1955 році їм було надане монгольське громадянство. Виникли певні проблеми із записом у рядку «Національність» у паспорті громадянина Монголії. Не знаючи самоназви цаатанів, монголи стали записувати їх уйгурами, а згодом урянхайцями. До речі, урянхайцями, терміном, під яким розуміють одне з монгольських племен, називають у Монголії й усі інші тувинські етнічні групи.

### Доба соціалізму
Ставши монгольськими громадянами, духани отримали доступ до державних послуг, таких як медичне обслуговування, шкільна освіта, послуги служби зайнятості, ветеринарна допомога. Однак, крім прав, були ще й обов'язки, які також слід було виконувати. Практично всі молоді чоловіки у віці до двадцяти років були призвані на військову службу, обов'язкову протягом трьох років. Іншим негативним моментом стала необхідність дотримуватись законодавства в галузі полювання. Вікові мисливські традиції народу стали тепер розглядатися як браконьєрство. Щоб уникнути голоду, духани змушені були забивати своїх оленів на м'ясо, поголів'я стада стало скорочуватись, а альтернативних джерел харчування держава не пропонувала.
В Монголії, як і в Радянській Росії, цей період також був відзначений насильством. Мали місце політичні чистки, примусова колективізація і придушення релігії. Традиційні шаманські й анімістичні обряди й ритуали цаатанів були законодавчо заборонені, а шамани зазнали переслідувань і репресій. Мабуть, лише ізоляція і мобільність духанів позбавили їх великого кровопролиття в цей період.
Колективізація та інші радянські сільськогосподарські реформи врешті-решт наздогнали цаатанів навіть у гірських закутках Північної Монголії. Уряд країни у 1950-ті роки по всій країні створив державні кооперативи пастухів, які звалися негделами (монг. нэгдэл). Кожен монгольський негдел територіально відповідав адміністративним сомонам. У сомоні Ренчинлхумбе був створений негдел «Алтан Тал» (монгольською це означає «Золотий Степ»), а в сомоні Улан-Ул негдел «Жаргалант Амьдрал» (монгольською «Щасливе Життя»). Цаатани увійшли до цих негделів разом зі своїми оленями. Худоба була оголошена державною власністю, а пастухи стали працювати на державу. В негделі 2-3 сім'ї, що доглядали за одним видом тварин, утворювали бригаду. Окремі бригади утворювали оленярі, бригадирами (дарга) їм поставили монголів.
Цаатанам важко було призвичаїтись до нових умов. Оленярі не могли зрозуміти, чому вони в усьому тепер повинні були слухатись начальника-даргу, сторонню для них людину. Не вільні вони були більше забивати худобу, порушникам загрожував штраф. За словами старших членів громади Східного Тайги, кінець 50-х років і початок 60-х років були одними з найскладніших часів, які коли-небудь переживав народ.
Оленярство стало частиною сільського господарства, але не стало його окремою галуззю. Справа у традиційному ставленні монголів до північного оленя. Монгольський скотарський господарський комплекс, який формувався в умовах степу, визнає лише п'ять видів худоби: коні, верблюди, велика рогата худоба, включаючи яків, вівці та кози. Північний олень до цього переліку не входить, тому монголи сприймають його як непридатну для скотарства тварину, місце якій у дикій природі. Тому й оленярство сприймається ними як непотрібна галузь.
Натомість розроблялися плани переводу цаатанів на осілість. З метою створити для них робочі місця, у 1960 році в центрі сомону Улан-Ул відкрився завод пиломатеріалів, а у 1962 році в сомоні Ренчинлхумбе — рибний промисел на озері Цаган-Нур. Багато молодих цаатанів і людей середнього віку покинули тайгу і кочовий спосіб життя, знайшли собі роботу в цих господарствах і поселилися в сусідніх селищах, де їм надавалося житло. Багато духанів було залучено до роботи з випасу худоби степового типу. В ті тяжкі часи отримати будь-яку роботу було їм за радість. В оленярстві залишилися переважно люди старшого віку.
Комуністи, з характерною для них некомпетентністю, вирішили зробити радикальні зміни в методах оленярства. Планувалося забрати цаатанів з «непридатних» для життя районів гірської тайги й перевести їх на осілість у долинах. Оленів намагалися призвичаїти до низинних пасовищ. Зрозуміло, що в кінцевому рахунку тварини стали голодувати, і експеримент довелося припинити.
Знаковим стало призначення 1968 року на посаду директора негделу «Жаргалант Амьдрал» Г. Аюурседа, спеціаліста з оленярства. Завдяки його зусиллям, оленярство стало відроджуватись. Згідно даних професора О. Сухбаатара (1998), у 1963 році цаатани мали на загал 770 оленів, в 1970 році їх стало вже 1000, а в 1977 році чисельність стада збільшилась до 2275 голів. Деякі сім'ї повернулися в тайгу. У 1972 році було проведене свято 1000 оленів, на якому керівництво разом із оленярами відсвяткували досягнуті результати.
1972 року було розширено спеціалізацію підприємства на озері Цаган-Нур за рахунок мисливського промислу. У пригоді стали традиційні навички цаатанів у полюванні, їх знання лісів і спритність їхніх оленів в умовах тайги. Духани стали приносити вигоду державі, здобуваючи по 250—300 соболів в рік. Ще одна комерційна ініціатива була започаткована 1979 року, коли цаатанів стали заохочувати до збирання пантів (рогів, скинутих дикими північними оленями). За здані роги, так само, як і за соболів, духани отримували гроші, на які вони могли придбати продукти харчування, зокрема пшеницю, а також одяг та інші товари, підвищуючи тим самим рівень свого життя.
Проте ставлення монгольського уряду до оленярства, як непотрібної галузі, не змінилося. Тільки-но Аюурсед, за сімейними обставинами, залишив посаду директора негделу, його наступник дав вказівку забивати оленів для забезпечення м'ясом місцевої школи. За рік було забито близько 800 голів оленів, їх поголів'я скоротилося з 2275 до 1278 тварин. У 1980 році лишилося тільки 300 оленів у сомоні Улан-Ул та 80 оленів у сомоні Ренчинлхумбе.
У цей критичний момент рятівником оленярства знову став Г. Аюурсед. За його ініціативи, 1985 р. в Хубсугульському аймаці було утворено новий сомон Цаган-Нур, який об'єднав західну частину сомону Ренчинлхумбе і північну частину сомону Улан-Ул. Більшість цаатанів нарешті опинилася в складі одного адміністративного утворення. Поза межами нового сомону опинилися деякі гірські райони Західної Тайги, і місцеві оленярі змушені були відійти на північ. В сомоні Цаган-Нур було утворене народне підприємство (аналог радгоспу в Радянському Союзі), а його директором став Аюурсед. Господарство спеціалізувалося на оленярстві, мисливстві та степовому скотарстві (в останньому секторі були зайняті, головним чином, дархати), працювали також лісопильня та рибальський промисел. У центрі сомону було поставлено будиночки приблизно на 500 осіб, відкрито лікарню, 8-річну школу, дитячий садок, магазини.
Поголів'я оленів поступово відновлювалось. З питань розвитку оленярства залучали спеціалістів з Росії. Крім того, з метою підготовки кваліфікованих кадрів оленярів направляли на стажування до Туви, професійною підготовкою займалися також середні школи. Була створена ветеринарна служба. З метою зміцнення генофонду худоби, 1986 року держава закупила 50 голів оленів у Туві. Ця акція не лише покращила племінний фонд, а й підняла моральний дух цаатанів і сприяла швидкому відродженню оленярства. До 1990 року загальна чисельність оленів в сомоні Цаган-Нур сягнула 1200 голів, а у вересні цього року цаатани відзначали ще одне «Свято тисячі оленів». Держава забезпечувала духанів теплим зимовим одягом, а літніх людей, які жили в тайзі, — безкоштовним харчуванням. Оленярі мали пільги для придбання м'яса та інших продуктів тваринного походження.

### Перехід до ринкової економіки
Але процвітання виявилося недовгим. Все сталося швидко й несподівано. 1990 рік став початком нового періоду в історії Монголії, комуністична система, слідом за крахом соціалізму в СРСР, припинила своє існування, народилися нові явища свободи, демократії та ринкової економіки. Процеси відбувалися за не найкращим російським зразком. В країні настали роки безладу, економічного розладу і нестабільності, за відсутності державного контролю над корисливими бізнес-схемами. Не був винятком і сомон Цаган-Нур. Першим тріснув рибний промисел. Бездумний надмірний вилов риби в озері Цаган-Нур призвів до різкого скорочення її запасів і змусив Міністерство природи і навколишнього середовища заборонити всіляку риболовлю в озері на 10 років. Духанські сім'ї, що працювали на промислі, залишились без роботи і після 30 років осілого способу життя повернулися в Східну Тайгу, приєдналися до своїх родичів-оленярів і знову стали кочівниками.
У Монголії розпочався процес приватизації державної власності. Спочатку негдели були реорганізовані на землеробські й скотарські селекційні компанії (товариства з обмеженою відповідальністю). Згодом багато з цих компаній було розформовано, і значна частина худоби приватизована. Вже в 1991 році розпочали роздавати оленів у приватну власність, але спочатку існувало обмеження, можна було отримати не більше трьох оленів на сім'ю. Крім того, люди були зобов'язані сплачувати щорічний податок на приватних оленів. Як результат, у 1994 році лише 200 оленів з 1260 були приватизовані. Більшість худоби залишалися у власності сомону Цаган-Нур, її роздали пастухам в оренду, й адміністрація певний час ще намагалася підтримувати господарство. Але в 1992 році, коли всю країну охопила економічна криза, яка привела до повного руйнування державного сільського господарства, оленярський колектив також опинився на межі банкрутства. 1995 році державне підприємство сомону Цаган-Нур остаточно збанкрутіло і припинило своє існування. На той час чисельність стада становила 956 оленів. Всі вони перейшли у власність оленярів, фактично кожна сім'я отримала тих самих тварин, які на цей час перебували у неї в оренді.
Духани ніби-то повернулися до старих часів, але ситуація тепер була іншою. Монголія перебувала в глибокій економічній депресії, і люди опинилися сам на сам з проблемами виживання. Ринкова економіка мала руйнівний вплив на господарство і соціальне життя цаатанів. За 3 роки поголів'я худоби скоротилося майже вдвічі. Улітку 1998 року було зафіксовано 296 оленів у 81 сім'ї в Західній Тайзі і 255 у 110 сімей у Східній Тайзі, разом 551 північний олень. Для порівняння, наприкінці 1993 року за переписом худоби в Монголії нараховувалось 1386 оленів, а сомон Цаган-Нур є фактично єдиним районом оленярства в країні. Серед причин різкого скорочення чисельності худоби називають зростання чисельності населення в тайзі, недостатню кваліфікацію новоприбулих, забій оленів на м'ясо через скруту з харчами і, головне, погіршення здоров'я тварин, не в останню чергу через розвал ветеринарної служби. Спостерігалися також втрати оленів через збільшення числа хижаків, переважно вовків.
Ситуація з цаатанами привернула увагу багатьох монгольських і міжнародних організацій з гуманітарної допомоги та розвитку. Саме зовнішня допомога стала тією опорою, яка вказує цаатанам способи адаптації до нової для них ринкової економіки. Не завжди допомога, що надавалася, була ефективною. З метою координації дій волонтерів, О. Сухбаатар у 1999 році заснував в Улан-Баторі Монгольський Фонд Північного Оленя (англ. Mongolian Reindeer Fund, MRF, монг. Цаа буга сан). Фонд організовує і координує надання продовольчої, ветеринарної допомоги, поставки одягу і медикаментів, сприяє функціюванню школи в Цаган-Нурі, надає університетські стипендії студентам-духанам.
Починаючи з 1999 року, працює з громадою цаатанів неурядова організація «Проєкт Тотемних народів» (англ. Totem People's Project), створена американцем Деном Пламлі (англ. Daniel Plumley). «Тотем» надає підтримку в постачанні гуманітарної допомоги, проводить ветеринарні заходи. 2003 року, вперше в історії Монголії, була організована зустріч представників громади духанів з членами уряду і парламенту Монголії, де вони отримали можливість підняти питання про свої нагальні проблеми. Також були організовані виступи представників народу на радіо «Голос Монголії» та в інших програмах «Радіо Азії». 2004 року представники цаатанів брали участь у II Міжнародному з'їзді оленярів, який проходив у Росії. Крім того, проєкт «Тотем» організував навчання оленярів ремеслу різьблення, і тепер вони мають додаткове джерело доходів, продаючи туристам сувеніри власної роботи з рогів оленів.
2002 року в Улан-Баторі була створена спільна некомерційна американо-монгольська неурядова організація «Фонд Ітгел» (англ. Itgel Foundation, «ітгел» монгольською означає «надія»), яка також працює з духанами. Найбільш вдалим проєктом цього фонду стало створення «Цаатанської громади і Гостьового центру» (англ. Tsaatan Community & Visitors Center, TCVC, монг. Цаачин ТӨВ), діяльність якого зосереджена на наданні послуг у сфері туризму. Відкриття Центру відбулось у вересні 2006 року, а 2008 року він був переданий у власність громади цаатанів (англ. Tsaatan Zon Nohorlol, монг. «Цаатан Зон» ЗБН).
Ще один проєкт «Фонду Ітгел» має назву «Проєкт Життя Північних Оленів» (англ. Reindeer Life Project, RLP). Він має за мету поліпшення здоров'я стада оленів і підвищення професійної підготовки оленярів. За участі фахівців з різних країн були проведені ретельні обстеження цаатанських оленів, виявлені основні хвороби тварин, розроблена процедура їх лікування, проаналізований стан і якість пасовищ. Був налагоджений облік оленів, кожна тварина отримала свій унікальний ID, проводиться щорічний перепис стада.
Постачання харчових продуктів для громади духанів здійснюється також по лінії Червоного Хреста. Державна допомога, на жаль, має лише декларативний характер. Це підтверджує звіт ЮНЕП (Програма ООН з навколишнього середовища, англ. United Nations Environment Programme, UNEP), зроблений у 2012 році на запит монгольського Міністерства природи, навколишнього середовища і туризму для оцінки ситуації, яка склалася з оленярами країни і вивчення шляхів для гарантуваня їм засобів до існування на майбутнє, а також досягнення сталого управління екосистемою тайги. Держава більше не субсидує господарства оленярів. 53,9 % духанів у 2008 році перебувало за межею бідності.
Тим не менш, ситуація поступово налагоджується. У 1998 році падіння поголів'я оленів зупинилося, і сімейні господарства знову стали на шлях розвитку. Проте, ситуація, як і раніше, лишалася вкрай складною. З 1998 до 2000 року 4-5 сімей оленярів втратили всю свою худобу і вдвічі більше число перебувало в небезпеці приєднатися до них. На початку 2000-х років ситуація стала покращуватись, що свідчить про те, що духани адаптувалися до нових умов. Кількість оленів стала збільшуватись, динаміка виглядає таким чином: 860 голів (2007), 970 голів (2008), 1178 голів (2009), 1286 голів (2010).
Сьогодні люди в Західній і Східній Тайзі можуть дотримуватись старих традицій і культури, можуть лишатися в тайзі, розвивати свою релігію, традиції, самобутність. Але представників громади духанів немає на виборних посадах на будь-якому рівні управління. Вони мають обмежений доступ до правових установ та інформації про громадянські й особисті права людей, не мають ніякого формального права власності в тайзі. Ці фактори роблять їх вразливими в плані загрози ізоляції й експлуатації. Домашнє оленярство балансує на вістрі ножа. Якщо основи цаатанської культури й надалі будуть руйнуватися, існує реальна загроза, що ці оленярі назавжди щезнуть як окремий народ. Разом з ними щезне й їх унікальний різновид північного оленя.

## Культура

### Традиційний господарський комплекс
Звичаї і традиції цаатанів сильно відрізняються від решти монгольських народів. Все життя народу залежить від їхніх оленів. Це стосується не лише унікального господарського комплексу, а й способу життя цих людей, їх духовного світу, особливостей культури та побуту. Люди й олені живуть у тісному зв'язку, вони постійно тримаються й кочують разом. Разом із тим, оленярство — це не єдина галузь традиційного господарства цаатанів. Воно завжди органічно сполучалося з мисливством і збиральництвом. Духанські мисливство і оленярство — ці два заняття є нерозривними, вони доповнюють одне одного.
На відміну від багатьох оленярських народів приполярних регіонів світу, олені тут цінуються як транспортний засіб і як постачальники молока, а не як джерело м'яса. Натомість для отримання м'яса, шкіри та хутра практикують полювання на диких тварин. Дуже рідко тут забивають оленів на м'ясо. Зазвичай це трапляється лише тоді, коли тварини вже занадто старі, щоб використовуватись для розведення або транспортування, або ж у голодні роки. Стадо є своєрідним резервом на випадок стихійних коливань запасів дичини в тайзі. У минулому їсти оленину могли собі дозволити лише багаті сім'ї, які мали 80 або більше тварин. Навіть давня традиція цаатанського шаманізму в значній мірі виключає можливість забою оленів, приписуючи священну цінність цим тваринам.
В оленярстві бере участь вся сім'я, таким чином, між іншим, забезпечується передача знань наступному поколінню. Що стосується розподілу праці, то полюванням і заготівлею дров у лісі традиційно займаються чоловіки. Жінки, поки чоловіки перебувають далеко від табору, доять корів, готують їжу і піклуватися про стадо. Діти допомагають батькам у різній роботі, відповідно до віку.

### Сезонні міграції
Кочовий спосіб життя народу визначається сезонною наявністю кормових ресурсів і погодними умовами. На відміну від оленярства у високих арктичних широтах, духани не переганяють своїх оленів на великі відстані, вони мігрують в межах відносно невеликого географічного ареалу, а зміни природних умов тут пов'язані з перепадом висот у горах. Пастухи кочують зі своїми стадами між сезонними пасовищами за певними маршрутами, що складалися протягом багатьох років, і дотримуються в своїх переміщеннях річного циклу.
Приблизно в середині червня скотарі зі своєю худобою піднімаються на літні табори, розташовані на висотах близько 2300 метрів над рівнем моря. Тут, високо в горах, дують свіжі вітри, а місцеві полонини пропонують в цей сезон багаті пасовища. Нижче оленям улітку жарко. До того ж на високогір'ї немає гнусу, який допікає людям і тваринам у лісовій зоні. Влітку олені найкраще забезпечені кормом і відповідно почуваються дуже добре. В цей час їм, за потреби, можуть обрізати роги. Окремі групи оленярів збираються разом у великі стійбища, в яких може бути 350 оленів. Літні табори розташовані у декількох кілометрах один від одного, що набагато ближче, ніж в будь-яку іншу пору року. Люди мають більше можливостей для спілкування. Крім того, в цей час діти-школярі приїздять до батьків на канікули.
Вже на початку серпня духани починають рухатися вниз, до своїх до осінніх пасовищ, розташованих на менших висотах (близько 2200 метрів). Табори, як правило, влаштовують на лісових галявинах, у вузьких долинах, добре захищених від вітру, снігу і дощу. Тут серед світлих лісів вони проводять осінь. Олені мають в достатку свою улюблену їжу — лишайники і мох. Група оленярів у цей час може складатись із 1-14 сімей, а стадо налічувати від 10 до 250 голів. У середині вересня вже починає падати сніг. Молодих самців у віці 3-х років, обраних як верхових або в'ючних тварин, у цей час каструють. Це роблять до початку періоду спарювання, яке припадає на кінець вересня — початок жовтня. У цей час самці стають агресивнішими, але не настільки, щоб хтось із людей від них постраждав. За рідкісними винятками, вони залишаються досить слухняним навіть у цей час. У період спарювання пастухи займають пасивну роль: на ніч вони припинають биків до стовпів окремо від корів, але вдень, коли стадо пасеться, тварини мають повну свободу.
Узимку і люди, й олені стурбовані виключно тим, щоб дожити до весни. Вони спускаються в долини, розташовані на висоті близько 1800 метрів, і зупиняються в лісі, серед модринової тайги. Тут помітно тепліше, стадо захищене від морозних вітрів і може знайти собі їжу. Корм у вигляді лишайників, осоки та іншої рослинності олені викопують з-під снігу копитами, це для них не є проблемою. Пастухи воліють зими з глибоким снігом (60-120 см) і низькими температурами (мінус 40-60 °C), такі умови дозволяють оленям вільно рухатись, але з меншим ризиком нападів з боку вовків. Кастрованих оленів залишають в таборах, вони використовуються з господарською метою. Решту ж стада відпускають вільно пастись у лісі. Групи оленярів об'єднуються і збирають своїх оленів у спільне стадо, що зветься отор. Молоді пастухи відганяють худобу у віддалені райони, періодично переходять з місця на місце. Сім'ї, які, крім оленів, мають ще й «монгольську худобу» (коней, кіз або корів), можуть у цей час зібрати всіх своїх тварин разом.
Навесні духани зі своїми оленями знову підіймаються в гори, адже їхні тварини не їдять трави. Швидко вони в цей час не можуть рухатись, адже в стаді є вагітні олениці. У цей час дують сильні холодні вітри, і люди з худобою часто зупиняються в захищених місцях. Весняні табори, подібно до осінніх, розташовуються на межі лісу і тайгових долин. Різноманіття рослинності й ландшафту гарантують наявність кормових ресурсів, незалежно від природних катаклізмів. Оленів припинають до жердин, а, якщо стадо велике, влаштовують дерев'яний загін. Щоб тварини не повтікали, їх зв'язують між собою. У кінці квітня — на початку травня народжуються оленята.

### Оленярство
Цаатанський олень — це той самий вид північного оленя (лат. Rangifer tarandus), що широко розповсюджений в полярних регіонах Азії, Європи та Північної Америки; в Америці його ще називають карібу. Проте місцевий лісовий тип оленя — це велика і сильна худоба, вони можуть використовуватись також як верхові та в'ючні тварини. Довжина монгольського оленя коливається в межах 170—200 см, а висота становить 120—140 см, вага — від 100 до 200 кг. Колір шерсті буває коричневим улітку і білим або сірим в зимовий період. Таких самих оленів тримають їхні сусіди та родичі: тоджинці й тофалари.
Саянські методи розведення оленів вважаються більш розвиненими у порівнянні з методами, які застосовуються в арктичних регіонах. Вони засновані на невеличкому стаді, а місцеві олені відзначаються високим рівнем одомашнення. Залежно від статків, цаатани тримають по 7-160 оленів на одну сім'ю. За словами місцевих пастухів, на сім'ю тут достатньо мати 10-20 оленів. Але щоб забезпечити потреби не лише в молоці, а й у м'ясі, потрібно мати стадо приблизно з 80-100 тварин.
У 2001 році випас був організований таким чином: було 3 групи пастухів (20 сімей) у Східній Тайзі і 4 групи (16 сімей) в Західній Тайзі. Загальне поголів'я оленів становило 717 тварин, в тому числі 262 у Східній Тайзі і 455 — у Західній. Чисельність людей, зайнятих у галузі, складала 160—170 осіб, включаючи дітей і людей похилого віку. Таким чином, у Західній Тайзі знаходилось 45 % оленярів і 63,5 % оленів, у Східній Тайзі — 55 % оленярів і 36,5 % оленів. На кожну групу припадало в середньому близько 100 тварин, що є звичайним показником для традиційного тайгового стада. Але, якщо брати розподіл тварин за окремими сім'ями, то лише 2 сім'ї у Західній Тайзі володіли більше, ніж 100 оленями. Решта ж мала від 4 до 28 оленів; середній показник становив 13—15 оленів на сім'ю. Цього недостатньо, щоб забезпечити свої потреби в м'ясі. На практиці, такі сім'ї в минулому були залежні від мисливства. Тепер, коли можливості полювання дуже обмежені, оленярі змушені шукати інші способи задоволення своїх потреб у м'ясі.
Загальна площа пасовищ становить близько 8 тис. км2, вона поділяється приблизно порівну між Західною та Східною Тайгою. Концентрація оленів на квадратний кілометр території пасовищ у 2001 році становила 0,07 і 0,11 голів відповідно. Ці показники свідчать про мінімальне використання ресурсів у краї. За оцінками оленярів і експертів, на цій площі можна прогодувати 4000-5000 тварин.
Кожна сім'я має власну худобу. Щоб позначити своїх оленів, на хутрі тварини ножицями вирізають певні букви або ж ножем роблять спеціальні надрізи на вухах.
Період вагітності у самиці північного оленя триває близько 7 місяців. Вона приводить одне або двоє телят. Отелення відбувається більш-менш пасивно, як правило, олениці пасуться в цей час на весняних пасовищах далеко від стійбищ. Порівняно з дитинчатами інших свійських тварин, вони швидко ростуть. Смертність серед телят є значною, і залишається головним фактором, що заважає стійкості цаатанського стада. Причинами цього явища є хижацтво з боку вовків, нездатність або небажання телят смоктати молоко, діарея, загальна слабкість та інше.
Після народження оленят корів доять 3-4 рази на день, влітку це роблять двічі на день. Олениць доять рано вранці, десь між п'ятою і дев'ятою годинами, надій становить близько ¾ літра молока. Після доїння оленів відпинають і випускають на «вільний випас» на декілька годин, тоді вони самі повертаються назад. У другій половині дня тварин знову відпускають пастися. За день вони проходять від 1 до 10 км. Олені цілком вільні, пастухи не часто чинять їм якісь перешкоди. Телятам іноді дозволяють пастися разом з оленицями. Надвечір пастухи заганяють стадо назад; роблять це верхи, використовуючи спеціальних осідланих оленів. Олениць на ніч заганяють окремо від телят, в разі потреби, їх ще раз доять.
Олені сильно довіряють людям, беруть у них з рук ласощі: солонці і мінеральну воду.
Ці тварини слухняні й витривалі. Без оленів було б неможливо ефективно використовувати місцеві природні ресурси, оскільки вони у високогірній, майже позбавленій доріг тайзі, виконують роль практично єдиного транспортного засобу. Слухняна тварина возить і старих, і малих, протягом одного дня вона може подолати 30 кілометрів і більше. Верхи на оленях відправляються на полювання, збирати дари лісу, у гості до родичів або друзів, до центру сомону, щоб там щось придбати чи продати. З раннього віку цаатанські діти вчаться їздити на оленях, часто без сідел. Олені ходять дрібним кроком і при цьому дуже сильно розгойдуються з одного боку на інший, триматися на їхніх спинах зовсім непросто.
Оленів також гнуздають і використовують як в'ючних тварин під час кочових рухів, які відбуваються кожні 2-10 тижнів. Один олень може нести до 65 кілограмів вантажу, що складається з предметів домашнього вжитку й особистих речей. Перевозять також жердини й полотно, які використовуються для побудови намету. Все це вантажать на спини оленям і так прямують до наступного табору.
Як в'ючних і верхових тварин використовують кастрованих самців. Цаатани мають різні види сідел та упряж, і кожне має власне призначення. В сани оленів не запрягають, проїхати не дозволяє місцевість.
Забивають оленів на м'ясо рідко, на сім'ю це може бути від одного до трьох оленів в рік. На заваді стоїть культурне табу, а також занепокоєння пастухів через можливе скорочення стада. Забивають переважно кастрованих самців. Коли оленя все-таки забивають, жодна його частина, крім жовчі, не витрачається даремно. Шкіра та хутро використовуються для виготовлення зимових кожухів, а також сумок, килимків, ритуальної атрибутики, взуття та різного одягу. З рогів роблять вироби домашнього ремесла.
Починаючи із 1975 року, цаатани стали обрізати роги своїм оленям і здавати їх державі. Роблять це улітку, як правило, у серпні, за більш сприятливих погодних умов. Без рогів олені не можуть належним чином регулювати температуру свого тіла і швидко втомлюються. Вагітним самицям роги не обрізають. Процедуру обрізання виконують звичайними інструментами, наприклад, пилкою по дереву. Використання стерильних засобів та витратних матеріалів або анестетиків для духанів є рідкістю.
Цаатани зазвичай перекочовують 5-10 разів на рік. Оленярі Східної Тайги тепер трохи відійшли від давніх традицій. Вони перекочовують менше, 4-6 разів на рік, і роблять це великими групами. Таке велике стадо вимагає багатих пасовищ, до того ж олені наражаються на ризик поширення епідемій.

### Мисливство
Тваринний світ тайги представлений ведмедем, вовком, лисицею, білкою, соболем, лосем, кабаргою, благородним оленем, диким північним оленем, кабаном, орлами, куріпкою, глухарем, дятлами та іншими птахами. Багато з цих тварин і птахів є об'єктом традиційного полювання духанів. Дичину завжди добували заради м'яса та хутра. Основними мисливськими тваринами є кабарга, дикий північний олень (буга), лось, ведмідь, кабан. Із хутрових звірів найціннішим є соболь, полюють також видру, білку.
Полювання завжди було мистецтвом у виконанні обраних чоловіків і практикується з пошаною до дикої природи. Потенційному мисливцю не дозволяли полювати, поки старійшини не мали впевненості в його здібностях. Мисливство мало сезонний характер, практикувалося воно із дотриманням правил, що є складовою шаманських традицій. Зокрема, полювання не могло відбуватися навесні, коли дикі тварини народжують потомство. Восени чоловіки полювали, щоб заготувати м'ясо на майбутню зиму. Хутро добували взимку. Зайвого не брали, вибирали лише великих і старих тварин, ніколи не викорінювали дике стадо. Існували й певні релігійні табу, у тварин з особливим забарвленням, наприклад білих диких оленів, ніколи не стріляли.
Коли полювання було успішним, м'ясо і шкури розподіляли серед членів сімей у таборі відповідно до вікової ієрархії і сімейних потреб. Хутро обмінювали у монголів на інші товари.
Духани віками використовували місцеві мисливські угіддя, не маючи зовнішньої конкуренції. Незважаючи на те, що останнім часом на їхніх землях стали з'являтися мисливці з інших країв, вони не складають сильної конкуренції місцевим. Причиною тому є складність пересування тайгою, без свійських оленів обійтись тут практично неможливо.
В часи соціалізму були введені обмеження на полювання. Цаатанам пропонували збільшити поголів'я стада свійських оленів, і відповідно, скоротити масштаби полювання. У колгоспі людям видавали зарплату, на яку вони могли купити їжу, але це не могло повністю компенсувати втрати через заборону мисливства.
Ще духани мали проблеми з рушницями та набоями до них. Вони використовували навіть трофейну німецьку зброю часів Другої світової війни. Патрони були дуже дорогими, вони нелегальним шляхом потрапляли сюди з Росії. Тому цаатан-мисливець стріляв лише тоді, коли був на сто відсотків впевнений, що влучить. Продовжували духани використовувати й традиційні методи мисливства, частіше за все самостріли. За півгодини вони споруджують конструкцію, яка нагадує арбалет із сполученою з ним натягнутою шворкою. Тільки-но тварина чи птах зачепить шворку, в неї влучить стріла.
Коли в Цаган-Нурі відкрилось мисливське господарство, духани знову могли використовувати свої навички в полюванні. Держава забезпечувала їх зброєю й набоями. Здобуте на полюванні також здавали державі.
Значна частина населення Монголії в умовах трансформації суспільного ладу опинилася в тяжкому матеріальному становищі. Це стало причиною того, що у тайгу прийшли численні недосвідчені мисливці, як з оленярських сімей, так і безробітні монголи, які вдалися до полювання, щоб забезпечити свої сім'ї м'ясом. Це мало драматичний ефект для великої кількості видів диких тварин. У 2000 році заради збереження численних вимираючих видів монгольський уряд прийняв нові національні правила, які зробили більшу частину мисливства незаконним. Цаатани не проти законів стосовно обмеження полювання, але вважають, що вони повинні брати до уваги місцеві відмінності й особливості традиційного господарського комплексу, адже існують такі громади, як їхня, що залежать від прожиткового полювання.

### Інші галузі господарства
У лісі духани збирають ягоди, горіхи, лікарські трави.
Традиційно збирають також панти, які періодично природним способом скидають дикі північні олені. Панти багаті на поживні речовини й користуються попитом на міжнародних ринках лікарських засобів. Їх збирають в червні-липні. Раніше панти здавали державі, тепер, так само, як і хутро впольованих тварин, — переважно перекупникам. Заготівельники пропонують досить хороші ціни. Навіть незважаючи на те, що кількість зібраних рогів диких оленів є мізерною, отриманий дохід є вельми суттєвим для кочових сімей.
Під час кочівок цаатани часто опиняються на берегах річок або озер, де повно лососів і харіусів. Чоловіки іноді ловлять рибу, але не часто, адже не мають до неї звички. За соціалізму на озері Цаган-Нур існував рибгосп, де працювало багато духанів. Але рибні ресурси вичерпались і люди лишилися без роботи.
На додаток до оленів, сім'ї пастухів тримають коней. Коні, звичайно, не можуть замінити оленів у тайзі, але вони також використовуються як транспортний засіб на окремих нескладних маршрутах. Крім того, коні потрібні щоб дістатися поселень у степу, адже оленю там занадто жарко, і він не має там потрібної їжі. Коні у духанів низькорослі, монгольської породи. У 2001 році кочові сім'ї цаатанів мали 111 коней і 13 лошат, 70 % з них припадало на Східну Тайгу.
Осілі духани, що живуть в селищі Гурвансайхан і в долинах річок, тримають стада худоби за монгольським зразком, тобто корів, коней, верблюдів, кіз і овець.

### Туризм
За економічної кризи в Монголії відбувається відтік молоді для пошуку роботи в інших галузях. Але альтернативи зайнятості для оленярів практично немає. Скотарство, пов'язане з утриманням рогатої худоби, що є провідною галуззю в районі, вже й так переповнене. Рибні ресурси в озері Цаган-Нур вичерпані. Єдиною галуззю, що має перспективне майбутнє, на сьогоднішній день є туризм, у даному випадку екотуризм.
В останні роки спостерігається значне збільшення іноземного туризму в регіоні. Популярності цаатанів сприяла серія документальних фільмів про оленярів та їхніх шаманів, показана на телеканалі «Discovery». Після того, як у світі дізналися про чарівну і втаємничену, єдину в Монголії оленярську культуру, духанське суспільство раптом стало об'єктом глобального міжнародного туризму. Провінція Хувсгел вважається однією з найкрасивіших природних територій в Монголії. Монгольські й іноземні турфірми у своїх путівниках зазначають два місця, які слід відвідати в регіоні: Хубсугульський національний парк і стійбище оленярів.
Все більше туристів щоліта відвідують сім'ї цаатанів. Більшість з них є вихідцями з країн Азії. Тільки протягом літа 2002 року 160 туристів, дослідників і фотографів відвідали тайгових оленярів. Для порівняння, лише близько 200 духанів, а це приблизно 37 сімей жило на той час у тайзі. Так що незабаром туристів може стати більше, ніж самих оленярів. Біля річки Шишгед-Гол, поза зоною літніх пасовищ цаатанів, були створені туристичні табори. До стійбищ пастухів проклали кінні маршрути. В туристичний сезон, що триває з травня по вересень, духани тепер намагаються триматись ближче до центру сомону, так, щоб їх табори були легко доступними для туристів. В результаті зменшується рухливість тварин, вони змушені харчуватися на пасовищах низької якості. Крім того, занадто теплий для північного оленя клімат у низинних районах послаблює імунітет тварин і сприяє підвищенню серед них захворюваності. А ще туристи часто безпардонно втручаються в особисте життя оленярів. Найбільше вони зацікавлені у фотографуванні оленів і спостереженні тайгових людей.
Туристи є реальним джерелом додаткових доходів громади оленярів. Більшість відвідувачів купують різьблені фігурки з оленячих рогів, виготовлені цаатанами. Перспективним виглядає функціювання Гостьового центру, що належить громаді оленярів. Його діяльність зосереджена на наданні послуг у сфері туризму: послуги гідів, надання коней для прогулянок, харчування, надання житлових приміщень. «Фонд Ітгел» попередньо провів спеціальні навчання з оленярами. Вже за рік своєї діяльності Центр помітно поліпшив соціальні умови в громаді, але йому поки що не вдалося зайняти помітного місця на ринку. Маючи хороший потенціал, розвивається він поки що дуже важко, дуже слабкою або й взагалі відсутньою є координація дій між самими оленярами. Більшість туристів організовує свої поїздки через туристичні компанії, які працюють у міських центрах, таких як Улан-Батор, Мурен та Хатгал, або за кордоном.

### Житло, табори
Цаатани-оленярі й досі не мають поселень, вони продовжують вести кочовий спосіб життя і протягом року переходять з одного місце на інше. У місцях випасу оленів вони утворюють тимчасовий табір (стійбище), яке зветься отаг. Залежно від сезону, табір може складатися з однієї сім'ї або з групи сімей, яких може бути більше десяти, якщо вони в цей час живуть і рухаються разом. Взимку 1994 р., наприклад, 4 таких групи було у Східній тайзі і 5 — у Західній.
Кожна сім'я на стійбищі має свій намет, або чум (місцева назва урц), усі намети стоять поруч.

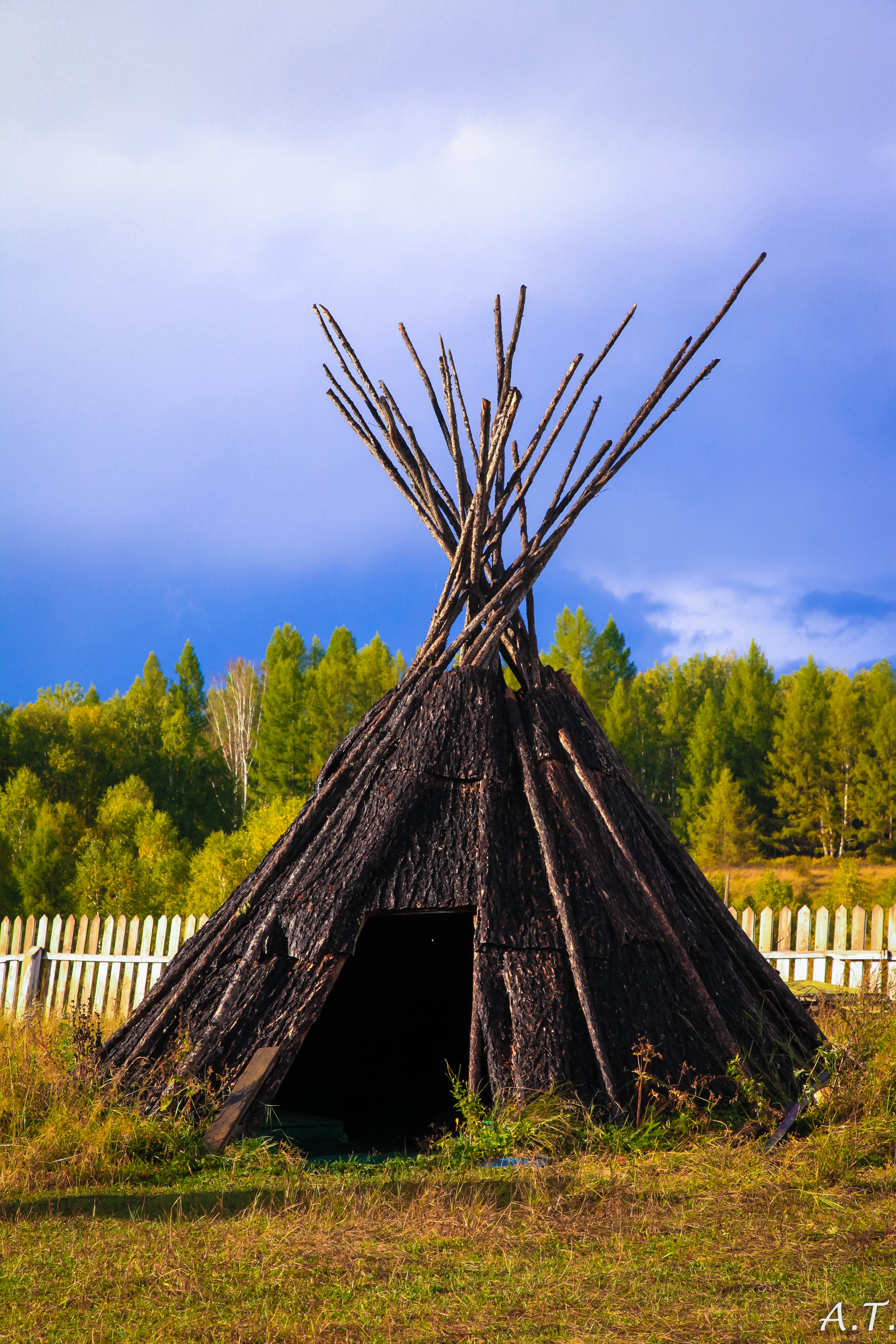
Тоджинський чум — аналог цаатанського урца.

Цаатанські чуми практично такі самі, як і чуми у більшості корінних народів Сибіру. Вони зовсім не схожі на круглі монгольські юрти. Споруджуючи урц, спочатку по колу виставляють жердини з грубо обтесаних стовбурів дерев, їх верхівки з'єднують між собою, утворюючи таким чином конус із гострим кінцем. Такий каркас раніше вкривали оленячими шкірами або берестом. Щоб вкрити намет середнього розміру, потрібна була кора з 23-25 дерев. Тепер урц вкривають брезентом, але в усьому іншому його конструкція відповідає старим традиціям. Полотно покриття притискають до каркаса звичайним камінням, яке підвішується на мотузці до верхівки чуму. Всередині долівку зазвичай встиляють оленячими шкірами або брезентом. Важко собі уявити, але в такій хижі люди жили й продовжують жити круглий рік, і за 31-го градусу тепла, і за 53-х градусів морозу.
Зайти до урцу дозволяє вхід висотою 2-3 метри. Праворуч сім'я тримає своє мисливське знаряддя, сідла, інструменти і посуд. Піч знаходиться посередині намету. Углибині зберігають отриманий від шамана мішок, в якому «живуть» духи-охоронці. Цаатани не мають ліжка, зазвичай прямо на землю кладуть шкіри, на які лагає спати вся родина.
Деякі сім'ї залишаються постійно жити в дерев'яних хатинках на території зимових пасовищ.
Цаатани гостинні й доброзичливі люди.
Існує спеціальний «наметовий етикет». Заходячи до урцу завісу відкривають на правий бік. Далі гості проходять ліворуч, адже урц умовно поділений на дві половини: права частина відведена для господарів, а ліва — для гостей. Пересуваючись наметом, всі предмети, що трапляються на шляху, ретельно обходять, переступати їх не можна. Не можна також перетинати центральної точки урцу. Сідаючи біля вогнища, ноги підгинають під себе, адже показувати ноги вважається нешанобливим по відношенню до інших людей або священних предметів. Виходять із намету тим же боком, що й заходили, завісу дверей підіймають, відповідно, ліворуч.
Типовий день в таборі цаатанів включає в себе доїння олениць, випас худоби, вихід на полювання, збирання горіхів і ягід, приготування їжі, шиття, спілкування з сусідами та багато іншого. Цей набір занять різниться залежно від пори року і потреб громади.
Сьогодні біля кожної юрти є власний сонячний акумулятор, від сонячної енергії працюють радіо, телебачення, радіотелефони і мобільні телефони.
Права на землі пасовищ, як і по всій країні, визначаються на основі звичаїв і традицій. Це є нормальним і загальноприйнятим правовим принципом в країні, де приблизно половина населення складають кочівники, які займаються випасом тварин. Ні податки, ні збори не сплачуються за використання пасовищ.

### Суспільство
Духани живуть великими сім'ями, що складаються із близьких родичів: батьки й діти, брати і сестри, іноді друзі. Разом вони водночас утворюють і господарські групи. Багато робіт у таборі виконується спільно членами декількох домогосподарств. Тому сім'ї сильно залежать одна від одної, і це об'єднує їх. Водночас олені та всілякий реманент перебувають у приватній власності кожної окремої сім'ї.
На відміну від багатьох інших етнічних груп у Монголії й Туві, цаатани зберегли свою родову систему. Вони поділяються на екзогамні патрилінійні групи людей, що усвідомлюють своє походження від спільного предка. Сьогодні у цаатанів відомо 6 родів (кланів, місцева назва — сьойок): соян, балигш, уруд, салчак, дород і зоот. Раніше їх було більше. Більшість народу належить до перших трьох із названих родів. Всі ці роди є також і у східних тувинців.
У наші дні цаатани, як і багато інших кочових народів, знаходяться на межі втрати своїх традиційних соціальних структур, роди виконують лише функцію дотримання екзогамії. Тувинців у Монголії мало, тому шлюби з представниками інших народів, переважно дархатів, для цаатанів не є рідкістю.
Народ духа — молода група населення. Статистичні дані за 2001 рік свідчать, що приблизно 40 % оленярських сімей — це діти й молодь у віці до 17 років, з яких 70 % — молоді представниці жіночої статі. Надлишок молодих дівчат, ймовірно, призведе до того, що багато з них покине межі тайги. З іншого боку, існує дефіцит дорослих жінок, що не перебувають у шлюбі, співвідношення становить приблизно 1:4.

### Одяг
Для духанського костюму характерним є широкий і довгий дегел (монг. дээл, традиційне монгольське пальто), а також капелюхи, такі самі, які носять халха-монголи. На ноги вдягають міцні й теплі чоботи, виготовлені зі шкір і сухожиль північного оленя. Це взуття вони роблять самі, воно відоме своєю якістю і коштує дуже дорого.

### Кухня
Цаатани харчуються переважно оленячим молоком (бяслаг) та молочними продуктами: кисляк, м'який і твердий сир, сметана, сироватка. Немає ні овочів, ні фруктів, лише ягоди, та й ті тільки влітку і восени. Дуже рідко їдять м'ясо або рибу. Рідко трапляються у них на столі й гриби. Хліб печуть самі.
Оленяче молоко містить багато білків, воно жирне, і з нього можна отримувати вершки. Молоко додають у чай для пиття.
Готують специфічний молочний продукт, що зветься горут; це м'який сир у вигляді приплюснутих з боків коржів. 1-3 дні молоко стоїть на відкритому повітрі, поки не почне скисати. Тоді його довго кип'ятять допоки маса не загусне. Після цього сир відкидають на марлю і віддушують між дошками, поклавши зверху камінь. Коли сироватка стече, сирний корж сушать під самою верхівкою чуму. Такий сир виходить крихкий і дуже солоний на смак.
Сироватку, що стікла при віддушуванні сиру, збирають, знову кип'ятять і отримують з неї жир, що збирається на поверхні.
Готують також прісний сушений сир, схожий на той, який буває в будь-якій монгольській юрті.
Коли в сім'ї трапляється свято, чоловіки приносять місцевий самогон (архі) і напиваються до втрати свідомості, та ще й після цього лупцюють жінок.

### Мистецтво
Творчі традиції духанів значною мірою перебували під впливом мінімалізму і практичності, характерними для кочового способу життя. Їх мистецтво виражається в розробці й виготовленні практичних знарядь, таких як сідла, ножі, а також одяг, а не в живописі або скульптурі. Вони шиють чудові міцні сумки і взуття зі шкіри оленя, майструють кошики з кори, вирізають з кістки і рогів оленів мініатюрні фігурки тварин і птахів або різні сюжети зі свого життя. Сьогодні це починає приносити дохід, адже цаатани потроху продають свої вироби туристам. Проєкт «Тотем» надає допомогу в забезпеченні місцевих майстрів інструментом, сприяє в реалізації сувенірної продукції.
Багатими й різноманітними є музичні традиції цаатанів. Народні пісні співають тувинською й монгольською мовами, їх тексти присвячені сім'ї, природі, оленярству й культурній самобутності народу. Підтримують духани і традицію горлового співу, яка є поширеною серед всіх тувинських етнічних груп. Загалом роль основного музичного інструменту у цаатанів виконує голос. Крім того, з ритуальною метою шамани часто використовують барабани, дримби і тріскачки.

### Освіта
Діти цаатанів отримують початкову освіту в школі-інтернаті, розташованій в адміністративному центрі сомону Цаган-Нур.
Життя батьків у віддалених і практично недоступних місцях ускладнює їх спілкування із дітьми, які протягом багатьох місяців живуть у відриві від рідних і тайги. Асимілювальний вплив монгольської мови й культури на дітей дається взнаки. Оленярі визнають, що коли вони розмовляють зі своїми дітьми рідною мовою, ті відповідають лише монгольською. Тривалий процес навчання у підсумку може привести до того, що молодь втратить зв'язок з кочовим життям і вже не повернеться до оленярства. З іншого боку, очевидним є, що духанам потрібні освічені спеціалісти.
Існує багато свідчень того, що діти оленярів знаходяться в навчальному плані в невигідному становищі, в порівнянні з іншими дітьми. Вони приходять у школу, погано володіючи монгольською мовою. До того ж цаатанські діти гірше вдягнені й менше поінформовані. Це є причиною глузування над ними з боку монгольських однолітків.
Діти духанів не мають можливості вивчати свою рідну мову в школі, вона не включена до шкільної програми, і всі предмети викладаються лише монгольською. Крім того, брак фінансових коштів у батьків не дозволяє дітям після закінчення початкової школи продовжувати освіту далі.
Освітня ситуація погіршується. Якщо заглибитись в історію, найкраще система освіти функціювала в 1960-80-х роках. Тоді близько 80 % дітей цаатанів отримували 8-річну шкільну освіту або більше, серед дорослого населення цей показник становив близько 50 %. Але надалі освіта стала приходити в занепад. Вже в 1990 році доля молоді з 8-річною освітою впала серед духанів до 64 %, а, після того, як країна вступила в рецесію 1990-х років, цей рівень упав ще нижче, приблизно до 55 %. На початку 2000-х років було лише 2-3 духани, які отримали 10-річну освіту, і ще 3-4 людини з подальшою освітою. Останні осягнули її значною мірою завдяки зусиллям і підтримці неурядової організації «Монгольський Фонд Північного Оленя».

### Олені і національна ідентичність
У духанів оленярство глибоко вкорінилося в їх щоденних традиціях, системі культурних і духовних цінностей. Їх повсякденне життя свідчить, що олені й зараз залишаються в основі культурної ідентичності народу. Відносини між цаатанами та їх оленями наскрізь пронизані любов'ю. По суті, люди і тварини пов'язані між собою через систему взаємозалежності, яка дозволяє їм виживати в суворих умовах гірської тайги. Олені забезпечують цаатанів молоком, основним продуктом їх харчування, крім того, вони для них є засобом пересування важкопрохідною гірською тайгою і другом та помічником у всьому. З іншого боку, олені без людей опинилися б під загрозою нападів з боку вовків, їм довелося б конкурувати з диким оленями за ресурси, і природний відбір неминуче взяв би своє.
Це унікальне співвідношення проявляється в повсякденному житті і навіть знайшло своє відображення в декількох цаатанських легендах про своє походження. У цаатанській моделі світу сама ідентичність людей і їх походження пов'язані з оленями. Це обумовлює абсолютну прихильність народу до цих тварин, погане поводження з оленями і неповага до них в цаатанському суспільстві є культурним табу. Навіть діти дотримуються цих норм, дізнаючись про них через казки, пісні та живі приклади поведінки своїх батьків. Дорослі ж духани повсякденно виявляють вдячність своїм оленям. З точки зору західної людини, це може здатися банальними або недоречним, але ці культурні переконання пропонують надійні принципи підтримки рівноваги, стійкості та поваги між людьми і тваринами.
Між іншим, цей зв'язок сприяє також збереженню шаманських традицій і мовної спадщини народу. Пастухи говорять, що шамани відіграють активну роль в підтримці здоров'я стада, в той час як спостереження, здається, вказують, що, навпаки, присутність оленів відіграє життєво важливу роль у збереженні шаманської практики. Таким чином, північні олені й шаманська практика деякою мірою є взаємозалежними, і це зайвий раз підтверджує той факт, що олені не віддільні від цаатаської культури.
Навіть у лінгвістичному плані олені сильно впливають на підтримання культурної цілісності й самобутності народу. У той час як використання рідної мови у повсякденному спілкуванні слабшає, поступаючись
монгольській, специфічні терміни, пов'язані з оленярством лишаються цаатанськими. Є специфічні назви для різних категорій оленів: донгур — дворічний олень, з цього віку на них починають їздити, але тільки діти, дорослого такий олень ще не витримає, е'тер — олень-плідник, куудай — кастрований олень, жари — кастрований олень, який використовується для їзди верхи. Мають пастухи також власні назви для різних предметів та інструментів, якими вони користуються кожного дня, для сезонних явищ природи тощо. Місцеві слова використовуються також для опису і класифікації видів рослин, які стосуються оленярства. Таким чином, олені виступають ще й як фактор, який сприяє збереженню мовного коріння спільноти.
За соціалізму в Цаган-Нурі існував краєзнавчий музей, але тепер він закритий.
Останнім часом духани стали більше контактувати із зовнішнім світом. Вони прагнуть поліпшення доступу до освіти, медичного обслуговування, участі в політичному житті. Вони бажають носити сучасний одяг і взуття, відмовляються від власної мови, культури і традицій. Виникає реальна загроза припинення передачі культурної спадщини наступним поколінням. Лише олені сприяють збереженню національної ідентичності народу. Один із пастухів так коротко сформулював ситуацію, що склалася: «Якщо наші олені вмруть, помремо і ми. Вони не тільки наше існування, але й наше життя».

### Традиційні знання
У 2002 році Паула Депріест (англ. Paula DePriest), фахівець з лишайників із Смітсонівського інституту (англ. Smithsonian Institution, США), відвідала цаатанів і спілкувалася з оленярами. Духанські старійшини виявили детальні знання про поведінку оленів, їх годівлю, сезонні переміщення й стратегії випасу, пов'язані з погодою, локальними кормовими умовами, хижацтвом, про хвороби тварин та методи їх лікування. На своє здивування, Паула виявила, що духанська класифікація лишайників близько відповідає сучасній таксономії, яка використовується західною наукою. Звичайно, цаатанська таксономія носить утилітарний характер і орієнтована на використання її для годування оленів, але вона є об'ємною і відповідає універсальній біномінальній номенклатурі Ліннея. Вони, здається, не визнають двоїсту природу лишайників і наявність в їх складі грибів і водоростей, але вони добре знають, у яких місцях ростуть ці рослини, яких правил слід дотримуватись, щоб не зашкодити їх кореневій системі. Чудово знають оленярі також, які з лишайників краще підходять для годування тварин у кожний сезон, як вони впливають на здоров'я оленів.
Зрозумілою є цінність таких знань, накопичених протягом багатьох століть. Тим більше лякає реальна можливість їх втрати вже в недалекому майбутньому.